# بادم
بادم (بالتغرينية: ባድመ)‏? هي بلدة في منطقة القاش وبركا في إريتريا. كانت السيطرة على المدينة في قلب الصراع الحدودي الإريتري الإثيوبي، الذي استمر من نهاية الحرب الإريترية الإثيوبية في عام 1998 إلى توقيع بيان مشترك في القمة الإريترية الإثيوبية في عام 2018، بعد 20 عامًا من الصراع.

## المنطقة المتنازع عليها
تتبع حدود إثيوبيا وإريتريا الحدود التي حددتها معاهدة أديس أبابا بين إثيوبيا وإيطاليا، التي حكمت إريتريا كمستعمرة في ذلك الوقت. ومع ذك، تم تحديد الحدود بالقرب من بامي بشكل سيئ في المعاهدة، ومنذ أن أصبحت إريتريا دولة منفصلة في عام 193، تنازع كل دولة حول المكان الذي تمر فيه الحدود بالفعل. تم التنازل عن بلدة بادم من قبل جبهة التحرير تغراي (سلف الجبهة الثورية الديمقراطية الشعبية الإثيوبية، الحزب الحاكم في إثيوبيا حاليًا) إلى الجبهة الشعبية لتحرير إريتريا (سلف الجبهة الشعبية للديمقراطية والعدالة، المنظمة الحاكمة في إريتريا) في نوفمبر 1977.
في عام 2000، وقعت إريتريا وإثيوبيا اتفاقية الجزائر، التي أحالت النزاع الحدودي إلى لجنة حدود لاهاي . في الاتفاق، اتفق الطرفان مقدمًا على الامتثال لحكم مفوضية الحدود. في عام 2002، حكمت اللجنة على مسار الحدود، ووضعت بادم داخل الأراضي الإريترية.
على الرغم من الموافقة في البداية على الالتزام ببنود اتفاقية الجزائر، رفضت إثيوبيا الانسحاب إلى الحدود التي أنشأتها لجنة الحدود بين إريتريا وإثيوبيا ورفضت حكمها. ونتيجة لذلك، ظل الآلاف من النازحين داخليًا في مخيمات اللاجئين ولا يزال خطر تجدد الحرب مستمراً.
وتشمل المناطق المتنازع عليها على طول الحدود بين إريتريا وإثيوبيا صورونا-زالاميسا و بوري.

## الانسحاب الإثيوبي
في يونيو 2018، عقب اجتماع المجلس التنفيذي للجبهة الثورية الديمقراطية الشعبية الإثيوبية، الحزب الحاكم في إثيوبيا، أعلنت الحكومة الإثيوبية عن خطط للانسحاب من بادم والتنازل عنها لإريتريا.

## التصويت
في عام 2005، صوت سكان بادمي في الانتخابات الإثيوبية لأول مرة منذ استقلال إريتريا في عام 1991.   

## التركيبة السكانية
أفادت وكالة الإحصاء المركزية في إثيوبيا في عام 2005 أن هذه المدينة يبلغ عدد سكانها 1563 نسمة، منهم 834 رجلاً و729 امرأة. اعتبرت الحكومة الإثيوبية بادم كواحدة من أربع مدن في تاهتاي أديابو وريدا.

## روابط خارجية
- ضع حدًا لكابوس الجغرافي